# 第195回国会
第195回国会（だい195かいこっかい）とは、2017年（平成29年）11月1日に召集された特別国会。会期は与野党の合意によって、12月9日までの39日間となった。

## 概要
2017年（平成29年）10月22日に執行された第48回衆議院議員総選挙の結果、与党である自由民主党と公明党が過半数を大きく超える313議席を獲得した（追加公認を含む）が、定数削減分を上回って減らした。一方で野党は選挙直前に分裂再編が行われた結果、議席の大幅増とはならなかった。これにより本国会で自由民主党総裁である安倍晋三が4度目の首相指名を受け、第4次安倍内閣が発足した。
本国会では衆議院の正副議長選挙・常任委員会委員長の選出・内閣総理大臣指名選挙と組閣などを行って与党側は1週間前後で閉会とする予定だったが、野党側が反発したことから、その後に約1か月日程を追加することで選挙前から問題となっていた諸般の政治懸案に関する質疑を行うことになった。なお年明けには通常会の第196回国会が召集されている。

## 各党・会派の議席数
| 計465、2017年（平成29年）11月1日時点 - 自由民主党 - 283 - 立憲民主党・市民クラブ - 54 - 希望の党・無所属クラブ - 51 - 公明党 - 29 - 無所属の会 - 13 - 日本共産党 - 12 - 日本維新の会 - 11 - 自由党 - 2 - 社会民主党・市民連合 - 2 - 無所属 - 8 （議長：大島理森、副議長：赤松広隆を含む） | 計242、2017年（平成29年）11月1日時点 - 自由民主党・こころ - 115 - 民進党・新緑風会 - 47 - 公明党 - 25 - 日本共産党 - 14 - 日本維新の会 - 11 - 希望の会（自由・社民） - 6 - 希望の党 - 3 - 無所属クラブ - 2 - 沖縄の風 - 2 - 国民の声 - 2 - 無所属 - 5 （議長：伊達忠一、副議長：郡司彰を含む） |

## 主な審議議案

### 閣法（内閣提出法律案）
| 提出回次 | 番号 | 議案件名                                               | 結果 | 成立日  | 備考 |
| -------- | ---- | ------------------------------------------------------ | ---- | ------- | ---- |
| 195      | 1    | 一般職の職員の給与に関する法律等の一部を改正する法律案 | 成立 | 12月8日 |      |
| 195      | 2    | 特別職の職員の給与に関する法律の一部を改正する法律案   | 成立 | 12月8日 |      |
| 195      | 3    | 国家公務員退職手当法等の一部を改正する法律案           | 成立 | 12月8日 |      |
| 195      | 5    | 裁判官の報酬等に関する法律の一部を改正する法律案       | 成立 | 12月8日 |      |
| 195      | 6    | 検察官の俸給等に関する法律の一部を改正する法律案       | 成立 | 12月8日 |      |
| 195      | 7    | 旅館業法の一部を改正する法律案                         | 成立 | 12月8日 |      |
| 195      | 8    | 競馬法の一部を改正する法律案                           | 成立 | 12月8日 |      |
| 195      | 9    | 防衛省の職員の給与等に関する法律の一部を改正する法律案 | 成立 | 12月8日 |      |

### 衆法（衆議院議員提出法律案）
| 提出回次 | 番号 | 議案件名 | 結果 | 成立日  | 備考 |
| -------- | ---- | --- | ---- | ------- | ---- |
| 195      | 1    | 特定フィブリノゲン製剤及び特定血液凝固第IX因子製剤によるC型肝炎感染被害者を救済するための給付金の支給に関する特別措置法の一部を改正する法律案 | 成立 | 12月8日 |      |
| 195      | 3    | 国会議員の秘書の給与等に関する法律の一部を改正する法律案                                                                                      | 成立 | 12月8日 |      |

## 今国会の動き

### 召集前
- 9月28日 - 衆議院解散（第194回国会召集日当日に解散）。
- 10月10日 - 第48回衆議院議員総選挙公示。
- 10月22日 - 同選挙執行。
- 10月26日 - 無所属で立候補し当選した民進党籍を持つ衆議院議員13名が会派「無所属の会」を結成[8]。
- 10月28日 - 国会の特別会を召集する詔書が公布される[9]。
- 10月30日 - 参議院で、希望の党所属の中山恭子、行田邦子、松沢成文の3人が会派「希望の党」、元民進党で無所属の藤末健三、平山佐知子が会派「国民の声」をそれぞれ結成した[10][11]。

### 会期中

#### 11月
- 11月1日
  - 午前の閣議で第3次安倍第3次改造内閣が総辞職[12]。
  - 国会召集。
  - 衆議院本会議で衆議院議長に大島理森（自由民主党）、同副議長に赤松広隆（立憲民主党）を選出。正副議長は慣例に従い会派を離脱。
  - 衆参両院本会議で安倍晋三（自由民主党総裁）を第98代内閣総理大臣に指名。直ちに組閣を行い、皇居での親任式、認証式を経て第4次安倍内閣発足。
- 11月2日 - 民進党所属参議院議員で、同党参議院幹事長を務めていた小川勝也が身内の不祥事を理由として大塚耕平代表に離党届を提出した[13]。
- 11月8日 - 開会式[14][15][16]。天皇が「おことば」を述べた[17][16]。
- 11月15日 - 衆議院文部科学委員会で、加計学園の獣医学部新設をめぐり学部新設に至る過程の不透明さなどについて集中審議が行われた[18]。
- 11月17日 - 安倍晋三内閣総理大臣が所信表明演説を行った[19][20]。
- 11月20日 - 代表質問1日目。衆議院本会議で、立憲民主党の枝野幸男代表と希望の党の玉木雄一郎代表、自由民主党の岸田文雄政務調査会長が質疑を行い、安倍晋三内閣総理大臣が答弁を行った[21][22]。
- 11月21日
  - 代表質問2日目。
    - 参議院本会議で、自由民主党の橋本聖子参議院議員会長、民進党の大塚耕平代表が質疑を行い、安倍晋三内閣総理大臣が答弁した[23][24]。
    - 衆議院本会議で、公明党の井上義久幹事長と無所属の会の岡田克也代表、日本共産党の志位和夫委員長と日本維新の会の馬場伸幸幹事長が質疑を行い、安倍晋三内閣総理大臣と石井啓一国土交通大臣が答弁した[23][25]。
- 11月22日 - 代表質問3日目。参議院本会議で、公明党の山口那津男代表と日本共産党の山下芳生参議院議員団表、日本維新の会の片山虎之助共同代表と自由民主党の岡田直樹参議院幹事長代行、それに民進党の長浜博行参議院議員副会長が質疑を行い、安倍晋三内閣総理大臣と小野寺五典防衛大臣が答弁を行った[26][27]。

#### 12月
- 12月1日 - 「皇太子・徳仁親王と小和田雅子の結婚について」を議題とした時以来およそ四半世紀ぶりとなる皇室会議が開かれ、明仁天皇の退位日となる皇室典範特例法施行日を2019年4月30日とする方向で意見集約が図られた。会議の結果は終了後「内奏」により皇室会議議長を務めた総理の安倍晋三から明仁天皇に伝えられた[28][註 4]。
- 12月4日 - 参議院本会議で、11月29日に行われた北朝鮮による新型大陸間弾道ミサイルの発射に抗議する決議が全会一致で可決された[29][30]。
- 12月5日 - 衆議院本会議で、11月29日に行われた北朝鮮によるミサイルの発射に抗議する決議が全会一致で可決された[31][32]。
- 12月8日
  - 血液製剤の投与によるC型肝炎の患者の救済のための国の給付金の請求期限を5年間延長する改正薬害肝炎救済特別措置法が成立[33]。
  - 国家公務員の給与を民間企業並みに引き上げる改正給与法が成立[34]。
  - 民泊の無許可営業者への取り締まりを強化する改正旅館業法が成立[35]。
  - 原子力委員会委員長に岡芳明を再任し、同委員に元軍縮大使の佐野利男を新たに起用する国会同意人事を衆参両院がそれぞれ承認[36]。
  - 衆参両院で、閉会中審査の手続きがとられた[35]。
- 12月9日 - 会期末[37]。

## 委員会・審査会・調査会
| 委員会・審査会                                     | 委員長・会長 | 所属会派               |
| -------------------------------------------------- | ------------ | ---------------------- |
| 内閣委員会                                         | 山際大志郎   | 自由民主党             |
| 総務委員会                                         | 古屋範子     | 公明党                 |
| 法務委員会                                         | 平口洋       | 自由民主党             |
| 外務委員会                                         | 中山泰秀     | 自由民主党             |
| 財務金融委員会                                     | 小里泰弘     | 自由民主党             |
| 文部科学委員会                                     | 冨岡勉       | 自由民主党             |
| 厚生労働委員会                                     | 高鳥修一     | 自由民主党             |
| 農林水産委員会                                     | 伊東良孝     | 自由民主党             |
| 経済産業委員会                                     | 稲津久       | 公明党                 |
| 国土交通委員会                                     | 西村明宏     | 自由民主党             |
| 環境委員会                                         | 松島みどり   | 自由民主党             |
| 安全保障委員会                                     | 寺田稔       | 自由民主党             |
| 国家基本政策委員会                                 | 佐藤勉       | 自由民主党             |
| 予算委員会                                         | 河村建夫     | 自由民主党             |
| 決算行政監視委員会                                 | 荒井聰       | 立憲民主党・市民クラブ |
| 議院運営委員会                                     | 古屋圭司     | 自由民主党             |
| 懲罰委員会                                         | 中山成彬     | 希望の党・無所属クラブ |
| 災害対策特別委員会                                 | 望月義夫     | 自由民主党             |
| 政治倫理の確立及び公職選挙法改正に関する特別委員会 | 平沢勝栄     | 自由民主党             |
| 沖縄及び北方問題に関する特別委員会                 | 横光克彦     | 立憲民主党・市民クラブ |
| 北朝鮮による拉致問題等に関する特別委員会           | 江藤拓       | 自由民主党             |
| 消費者問題に関する特別委員会                       | 櫻田義孝     | 自由民主党             |
| 科学技術・イノベーション推進特別委員会             | 笠浩史       | 希望の党・無所属クラブ |
| 東日本大震災復興特別委員会                         | 谷公一       | 自由民主党             |
| 原子力問題調査特別委員会                           | 高木毅       | 自由民主党             |
| 地方創生に関する特別委員会                         | 渡辺博道     | 自由民主党             |
| 憲法審査会                                         | 森英介       | 自由民主党             |
| 情報監視審査会                                     | 額賀福志郎   | 自由民主党             |
| 政治倫理審査会                                     | 逢沢一郎     | 自由民主党             |

| 委員会・審査会・調査会                       | 委員長・会長 | 所属会派           |
| -------------------------------------------- | ------------ | ------------------ |
| 内閣委員会                                   | 榛葉賀津也   | 民進党・新緑風会   |
| 総務委員会                                   | 竹谷とし子   | 公明党             |
| 法務委員会                                   | 石川博崇     | 公明党             |
| 外交防衛委員会                               | 三宅伸吾     | 自由民主党・こころ |
| 財政金融委員会                               | 長谷川岳     | 自由民主党・こころ |
| 文教科学委員会                               | 髙階恵美子   | 自由民主党・こころ |
| 厚生労働委員会                               | 島村大       | 自由民主党・こころ |
| 農林水産委員会                               | 岩井茂樹     | 自由民主党・こころ |
| 経済産業委員会                               | 斎藤嘉隆     | 民進党・新緑風会   |
| 国土交通委員会                               | 野田国義     | 民進党・新緑風会   |
| 環境委員会                                   | 柘植芳文     | 自由民主党・こころ |
| 国家基本政策委員会                           | 鉢呂吉雄     | 民進党・新緑風会   |
| 予算委員会                                   | 金子原二郎   | 自由民主党・こころ |
| 決算委員会                                   | 二之湯智     | 自由民主党・こころ |
| 行政監視委員会                               | 丸山和也     | 自由民主党・こころ |
| 議院運営委員会                               | 山本順三     | 自由民主党・こころ |
| 懲罰委員会                                   | 溝手顕正     | 自由民主党・こころ |
| 災害対策特別委員会                           | 河野義博     | 公明党             |
| 沖縄及び北方問題に関する特別委員会           | 石井浩郎     | 自由民主党・こころ |
| 政治倫理の確立及び選挙制度に関する特別委員会 | 徳永エリ     | 民進党・新緑風会   |
| 北朝鮮による拉致問題等に関する特別委員会     | 山谷えり子   | 自由民主党・こころ |
| 政府開発援助等に関する特別委員会             | 山田俊男     | 自由民主党・こころ |
| 消費者問題に関する特別委員会                 | 三原じゅん子 | 自由民主党・こころ |
| 東日本大震災復興特別委員会                   | 那谷屋正義   | 民進党・新緑風会   |
| 国際経済・外交に関する調査会                 | 鴻池祥肇     | 自由民主党・こころ |
| 国民生活・経済に関する調査会                 | 川田龍平     | 民進党・新緑風会   |
| 資源エネルギーに関する調査会                 | 鶴保庸介     | 自由民主党・こころ |
| 憲法審査会                                   | 柳本卓治     | 自由民主党・こころ |
| 情報監視審査会                               | 中曽根弘文   | 自由民主党・こころ |
| 政治倫理審査会                               | 吉田博美     | 自由民主党・こころ |

### 註釈
1. ↑  民進党籍を有する衆議院議員で構成。第48回衆議院議員総選挙に公認候補者を擁立しなかった民進党だが、党籍を有する衆議院議員によって当該会派が結成されたため、「無所属の会」と称してはいるものの、衆議院における（実質的な）「民進党会派」となっている。
2. ↑  みんなの党解党に伴い同党に所属した議員によって結成された院内会派[7]
3. ↑  民進党から離党した無所属議員による院内会派
4. ↑  国会からは、衆参両院の各正副議長が出席した。議長は内閣総理大臣が務めるため、結果的に議員の半数は国会議員である。なお議員である秋篠宮文仁親王はこの件に関して「皇嗣殿下」として当事者になったため参加できず、代わりに明仁天皇の弟である常陸宮正仁親王が予備議員として、正議員である華子妃とともに出席。